# L'idolo vivente
L'idolo vivente (The Living Idol) è un film del 1957 diretto da René Cardona e Albert Lewin.

## Produzione
Il film fu prodotto dalla Metro-Goldwyn-Mayer (MGM).

## Distribuzione
Distribuito dalla Metro-Goldwyn-Mayer (MGM), il film fu presentato a New York il 2 maggio 1957. In Messico, uscì in distribuzione il 6 maggio 1958.